# Zheng Jie
Zheng Jie (chinesisch 鄭潔 / 郑洁, Pinyin Zhèng Jié; * 5. Juli 1983 in Chengdu, Sichuan) ist eine ehemalige chinesische Tennisspielerin.

## Karriere
Im Alter von zehn Jahren begann sie mit dem Tennissport, da sie ihrer älteren Schwester nacheifern wollte. 2003 wurde sie Profispielerin und Ende des Jahres war sie bereits in den Top 100. Auf der WTA Tour konnte sie vier Einzel- und 15 Doppeltitel feiern. Von 2002 bis 2012 spielte sie mit Unterbrechungen für die chinesische Fed-Cup-Mannschaft; ihre Bilanz weist 22 Siege bei neun Niederlagen auf. Für das chinesische Olympiateam war sie 2004 in Athen und 2008 in Peking im Einsatz.
Zu ihren größten Erfolgen zählen die Grand-Slam-Titel 2006 im Doppel in Melbourne und in Wimbledon, beide an der Seite ihrer Landsfrau Yan Zi, mit der sie insgesamt elf Titel gewann.
2008 besiegte sie in der dritten Runde von Wimbledon die Weltranglistenerste Ana Ivanović mit 6:1 und 6:4, anschließend kam sie bis ins Halbfinale. 2010 erreichte sie in Melbourne noch einmal die Vorschlussrunde eines Grand-Slam-Turniers.
Im Mai 2009 erreichte Zheng mit Rang 15 ihre beste Position in der Einzelweltrangliste, im Doppel war sie 2006 die Nummer 3 der Welt.
Das Jahr 2011 begann mit verletzungsbedingten Absagen, u. a. auch für Melbourne; es folgten Erstrundenniederlagen. Im Mai gewann Zheng das Sandplatzturnier von Rom an der Seite ihrer Landsfrau Peng Shuai. Bei den French Open wie in Wimbledon kam das Aus in Runde zwei. Am 8. Januar 2012 gewann sie in Auckland nach mehr als fünf Jahren wieder einen Einzeltitel auf der Tour. Nachdem sie im Halbfinale die an Nummer 3 gesetzte Swetlana Kusnezowa bezwungen hatte, profitierte sie im Endspiel davon, dass die an Nummer 4 gesetzte Flavia Pennetta im dritten Satz aufgeben musste.
2012 stand Zheng zusammen mit Katarina Srebotnik beim WTA-Turnier in Cincinnati im Halbfinale, das die beiden gegen Andrea Hlaváčková und Lucie Hradecká mit 1:6 und 3:6 verloren.
In Melbourne beförderte sie 2013 die favorisierte Samantha Stosur in der zweiten Runde aus deren "Heimturnier". Bereits in der Woche zuvor hatte sie Stosur in Sydney in Runde eins ebenfalls in drei Sätzen besiegt. 2014 stand sie beim Rasenturnier von ’s-Hertogenbosch im Endspiel, das sie gegen Coco Vandeweghe mit 2:6 und 4:6 verlor.
Seit dem Wimbledon-Turnier 2015 war Zheng Jie auf der Damentour nicht mehr angetreten. Im Frühjahr 2016 ist sie Mutter einer Tochter geworden.

## Turniersiege

### Einzel
| Nr. | Datum           | Turnier   | Kategorie         | Belag             | Finalgegnerin       | Ergebnis              |
| --- | --------------- | --------- | ----------------- | ----------------- | ------------------- | --------------------- |
| 1.  | Mai 2002        | Shanghai  | ITF $25000        | Hartplatz         | Sun Tiantian        | 6:2, 6:2              |
| 2.  | Mai 2002        | Tianjin   | ITF $25000        | Hartplatz (Halle) | Xie Yanze           | 6:1, 6:2              |
| 3.  | August 2003     | Bronx     | ITF $50000        | Hartplatz         | Marija Kirilenko    | 4:6, 6:4, 6:4         |
| 4.  | September 2004  | Peking    | ITF $25000        | Hartplatz         | Li Na               | 6:4, 6:4              |
| 5.  | 14. Januar 2005 | Hobart    | WTA Tier V        | Hartplatz         | Gisela Dulko        | 6:2, 6:0              |
| 6.  | 7. Mai 2006     | Oeiras    | WTA Tier IV       | Sand              | Li Na               | 6:75, 7:5, Aufgabe    |
| 7.  | 13. August 2006 | Stockholm | WTA Tier IV       | Hartplatz         | Anastassija Myskina | 6:4, 6:1              |
| 8.  | 7. Januar 2012  | Auckland  | WTA International | Hartplatz         | Flavia Pennetta     | 2:6, 6:3, 2:0 Aufgabe |

### Doppel
| Nr. | Datum            | Turnier           | Kategorie         | Belag             | Partnerin        | Finalgegnerinnen                           | Ergebnis          |
| --- | ---------------- | ----------------- | ----------------- | ----------------- | ---------------- | ------------------------------------------ | ----------------- |
| 1.  | Juni 2001        | Hohhot            | ITF $10000        | Sand              | Yan Zi           | Chen Yan Sun Tiantian                      | 6:4, 2:6, 6:3     |
| 2.  | Januar 2002      | Hull              | ITF $10000        | Hartplatz         | Sun Tiantian     | Claire Curran Elsa O’Riain                 | 7:64, 7:5         |
| 3.  | Februar 2002     | Tipton            | ITF $10000        | Hartplatz         | Yan Zi           | Tessy van de Ven Suzanne van Hartingsveldt | 6:1, 6:3          |
| 4.  | April 2002       | Ho-Chi-Minh-Stadt | ITF $25000        | Hartplatz         | Yan Zi           | Ayami Takase Remi Tezuka                   | 6:1, 1:6, 6:2     |
| 5.  | April 2002       | Cagliari          | ITF $10000        | Sand              | Yan Zi           | Li Na Li Ting                              | 6:4, 6:0          |
| 6.  | April 2002       | Tarent            | ITF $25000        | Sand              | Yan Zi           | Eva Fislová Stanislava Hrozenská           | 6:2, 6:2          |
| 7.  | Mai 2002         | Maglie            | ITF $25000        | Sand              | Yan Zi           | Edina Gallovits Magda Mihalache            | 6:4, 6:1          |
| 8.  | May 2002         | Shanghai          | ITF $25000        | Hartplatz         | Yan Zi           | He Chunyan Liu Wei-Juan                    | 6:2, 6:2          |
| 9.  | Mai 2002         | Tianjin           | ITF $25000        | Hartplatz         | Yan Zi           | Chan Chin-wei Chuang Chia-jung             | 6:0, 6:4          |
| 10. | März 2003        | Redding           | ITF $25000        | Hartplatz         | Yan Zi           | Jennifer Hopkins Abigail Spears            | 7:63, 7:65        |
| 11. | Juni 2003        | Gorizia           | ITF $25000        | Sand              | Yan Zi           | Li Ting Sun Tiantian                       | 7:65, 1:6, 6:4    |
| 12. | Juli 2003        | Orbetello         | ITF $50000        | Sand              | Yan Zi           | Li Ting Sun Tiantian                       | 6:2, 7:5          |
| 13. | Oktober 2003     | Sedona            | ITF $50000        | Hartplatz         | Yan Zi           | Alina Schidkowa Rossana de los Ríos        | 7:62, 7:63        |
| 14. | Oktober 2003     | Paducah           | ITF $50000        | Hartplatz         | Yan Zi           | Kim Grant Samantha Reeves                  | 6:2, 6:3          |
| 15. | Oktober 2004     | Shenzhen          | ITF $50000        | Hartplatz         | Yan Zi           | Chuang Chia-jung Hsieh Su-Wei              | 6:3, 6:1          |
| 16. | 14. Januar 2005  | Hobart            | WTA Tier V        | Hartplatz         | Yan Zi           | Anabel Medina Garrigues Dinara Safina      | 6:4, 7:5          |
| 17. | 12. Februar 2005 | Hyderabad         | WTA Tier IV       | Hartplatz         | Yan Zi           | Li Ting Sun Tiantian                       | 6:4, 6:1          |
| 18. | Juni 2005        | Peking            | ITF $50000        | Hartplatz         | Yan Zi           | Li Ting Sun Tiantian                       | 6:1, 7:5          |
| 19. | 27. Januar 2006  | Australian Open   | Grand Slam        | Hartplatz         | Yan Zi           | Lisa Raymond Samantha Stosur               | 2:6, 7:67, 6:3    |
| 20. | 14. Mai 2006     | Berlin            | WTA Tier I        | Sand              | Yan Zi           | Jelena Dementjewa Flavia Pennetta          | 6:2, 6:3          |
| 21. | 21. Mai 2006     | Rabat             | WTA Tier IV       | Sand              | Yan Zi           | Ashley Harkleroad Bethanie Mattek          | 6:1, 6:3          |
| 22. | 24. Juni 2006    | ’s-Hertogenbosch  | WTA Tier III      | Rasen             | Yan Zi           | Ana Ivanović Marija Kirilenko              | 3:6, 6:2, 6:2     |
| 23. | 8. Juli 2006     | Wimbledon         | Grand Slam        | Rasen             | Yan Zi           | Virginia Ruano Pascual Paola Suárez        | 6:3, 3:6, 6:2     |
| 24. | 26. August 2006  | New Haven         | WTA Tier II       | Hartplatz         | Yan Zi           | Lisa Raymond Samantha Stosur               | 6:4, 6:2          |
| 25. | 15. April 2007   | Charleston        | WTA Tier I        | Sand              | Yan Zi           | Peng Shuai Sun Tiantian                    | 7:5, 6:0          |
| 26. | 26. Mai 2007     | Straßburg         | WTA Tier III      | Sand              | Yan Zi           | Alicia Molik Sun Tiantian                  | 6:3, 6:4          |
| 27. | 11. Januar 2008  | Sydney            | WTA Tier II       | Hartplatz         | Yan Zi           | Tetjana Perebyjnis Tazzjana Putschak       | 6:4, 7:65         |
| 28. | 28. Februar 2010 | Kuala Lumpur      | WTA International | Hartplatz         | Chan Yung-jan    | Anastasia Rodionova Arina Rodionowa        | 6:74, 6:2, [10:7] |
| 29. | 8. August 2010   | San Diego         | WTA Premier       | Hartplatz         | Marija Kirilenko | Lisa Raymond Rennae Stubbs                 | 6:4, 6:4          |
| 30. | 15. Mai 2011     | Rom               | WTA Premier 5     | Sand              | Peng Shuai       | Vania King Jaroslawa Schwedowa             | 6:2, 6:3          |
| 31. | November 2011    | Taipeh            | ITF $100000+H     | Hartplatz (Halle) | Chan Yung-jan    | Karolína Plíšková Kristýna Plíšková        | 7:65, 5:7, [10:5] |
| 32. | 24. August 2013  | New Haven         | WTA Premier       | Hartplatz         | Sania Mirza      | Anabel Medina Garrigues Katarina Srebotnik | 6:3, 6:4          |

## Karrierestatistik und Turnierbilanz

### Einzel
| Turnier         | 2003 | 2004 | 2005 | 2006 | 2007 | 2008 | 2009 | 2010 | 2011 | 2012 | 2013 | 2014 | 2015 | Bilanz | Karriere |
| --------------- | ---- | ---- | ---- | ---- | ---- | ---- | ---- | ---- | ---- | ---- | ---- | ---- | ---- | ------ | -------- |
| Australian Open | —    | 1    | 1    | 1    | 1    | —    | AF   | HF   | —    | AF   | 3    | 3    | 1    | 15:10  | HF       |
| French Open     | —    | AF   | 1    | 2    | 1    | 3    | 2    | 2    | 2    | 2    | 3    | 1    | —    | 12:11  | AF       |
| Wimbledon       | —    | 1    | —    | 3    | —    | HF   | 2    | 2    | 2    | 3    | 1    | 2    | —    | 13:9   | HF       |
| US Open         | —    | 1    | 2    | 2    | —    | 3    | 3    | 2    | 2    | 3    | 3    | 1    | —    | 12:10  | 3        |

### Doppel
| Turnier                   | 2003              | 2004              | 2005              | 2006              | 2007              | 2008              | 2009              | 2010              | 2011              | 2012              | 2013              | 2014              | 2015              | T / T      | S/N        | Sieg%      |
| ------------------------- | ----------------- | ----------------- | ----------------- | ----------------- | ----------------- | ----------------- | ----------------- | ----------------- | ----------------- | ----------------- | ----------------- | ----------------- | ----------------- | ---------- | ---------- | ---------- |
| Australian Open           | –                 | VF                | 1                 | S                 | HF                | HF                | AF                | AF                | –                 | AF                | VF                | 1                 | F                 | 1 / 11     | 30:10      | 75 %       |
| French Open               | –                 | 1                 | –                 | HF                | 1                 | AF                | VF                | AF                | 2                 | AF                | AF                | 1                 | AF                | 0 / 11     | 17:11      | 61 %       |
| Wimbledon                 | –                 | AF                | AF                | S                 | –                 | AF                | AF                | 1                 | VF                | 1                 | AF                | HF                | 1                 | 1 / 11     | 23:10      | 70 %       |
| US Open                   | 1                 | 2                 | VF                | VF                | –                 | VF                | VF                | HF                | 1                 | 1                 | HF                | VF                | –                 | 0 / 11     | 23:11      | 68 %       |
| WTA Finals                | –                 | –                 | –                 | HF                | –                 | –                 | –                 | –                 | –                 | –                 | –                 | –                 | –                 | 0 / 1      | 0:1        | 0 %        |
| Doha                      | andere Kategorie  | andere Kategorie  | andere Kategorie  | andere Kategorie  | andere Kategorie  | AF                | n. a. bzw. a. K.  | n. a. bzw. a. K.  | n. a. bzw. a. K.  | VF                | VF                | –                 | a. K.             | 0 / 3      | 4:3        | 57 %       |
| Dubai                     | andere Kategorie  | andere Kategorie  | andere Kategorie  | andere Kategorie  | andere Kategorie  | andere Kategorie  | 1                 | VF                | AF                | andere Kategorie  | andere Kategorie  | andere Kategorie  | –                 | 0 / 3      | 2:3        | 40 %       |
| Indian Wells              | –                 | –                 | –                 | AF                | VF                | F                 | AF                | HF                | AF                | 1                 | VF                | HF                | –                 | 0 / 9      | 17:9       | 65 %       |
| Miami                     | –                 | VF                | –                 | 1                 | VF                | 1                 | 1                 | HF                | 1                 | VF                | 1                 | AF                | –                 | 0 / 10     | 10:10      | 50 %       |
| Charleston                | –                 | 1                 | –                 | –                 | S                 | –                 | andere Kategorie  | andere Kategorie  | andere Kategorie  | andere Kategorie  | andere Kategorie  | andere Kategorie  | andere Kategorie  | 1 / 2      | 4:2        | 67 %       |
| Berlin                    | –                 | VF                | –                 | S                 | AF                | 1                 | nicht ausgetragen | nicht ausgetragen | nicht ausgetragen | nicht ausgetragen | nicht ausgetragen | nicht ausgetragen | nicht ausgetragen | 1 / 4      | 6:2        | 75 %       |
| Madrid                    | n. a. bzw. a. K.  | n. a. bzw. a. K.  | n. a. bzw. a. K.  | n. a. bzw. a. K.  | n. a. bzw. a. K.  | n. a. bzw. a. K.  | 1                 | AF                | AF                | AF                | 1                 | VF                | –                 | 0 / 6      | 5:6        | 45 %       |
| Rom                       | –                 | 1                 | 1                 | –                 | –                 | AF                | 1                 | –                 | S                 | 1                 | 1                 | 1                 | 1                 | 1 / 9      | 6:8        | 43 %       |
| Kanada                    | –                 | –                 | AF                | VF                | –                 | –                 | 1                 | VF                | –                 | –                 | AF                | –                 | –                 | 0 / 5      | 4:5        | 44 %       |
| Cincinnati                | n. a. bzw. a. K.  | n. a. bzw. a. K.  | n. a. bzw. a. K.  | n. a. bzw. a. K.  | n. a. bzw. a. K.  | n. a. bzw. a. K.  | HF                | VF                | HF                | F                 | 1                 | –                 | –                 | 0 / 5      | 11:5       | 69 %       |
| Tokio                     | –                 | –                 | –                 | VF                | HF                | –                 | 1                 | –                 | 1                 | VF                | –                 | a. K.             | a. K.             | 0 / 5      | 4:5        | 44 %       |
| Peking                    | nicht ausgetragen | nicht ausgetragen | nicht ausgetragen | nicht ausgetragen | nicht ausgetragen | nicht ausgetragen | HF                | –                 | VF                | HF                | VF                | 1                 | –                 | 0 / 5      | 10:5       | 67 %       |
| Zürich                    | –                 | –                 | –                 | VF                | –                 | n. a. bzw. a. K.  | n. a. bzw. a. K.  | n. a. bzw. a. K.  | n. a. bzw. a. K.  | n. a. bzw. a. K.  | n. a. bzw. a. K.  | n. a. bzw. a. K.  | n. a. bzw. a. K.  | 0 / 1      | 1:1        | 50 %       |
| Olympische Spiele         | n. a.             | VF                | nicht ausgetragen | nicht ausgetragen | nicht ausgetragen | B                 | nicht ausgetragen | nicht ausgetragen | nicht ausgetragen | VF                | nicht ausgetragen | nicht ausgetragen | nicht ausgetragen | 0 / 3      | 8:3        | 73 %       |
| Fed Cup                   | K1                | –                 | –                 | PO                | –                 | HF                | PO                | –                 | –                 | PO                | –                 | –                 | –                 | 0 / 5      | 4:1        | 80 %       |
| Statistik                 | Statistik         | Statistik         | Statistik         | Statistik         | Statistik         | Statistik         | Statistik         | Statistik         | Statistik         | Statistik         | Statistik         | Statistik         | Statistik         | S/N        | S/N        | Sieg%      |
| Gewonnene Titel           | 5                 | 1                 | 3                 | 6                 | 2                 | 1                 | 0                 | 2                 | 2                 | 0                 | 1                 | 0                 | 0                 | Gesamt: 23 | Gesamt: 23 | Gesamt: 23 |
| Gesamt-Siege/-Niederlagen | 48:22             | 33:22             | 34:15             | 48:14             | 18:6              | 35:16             | 25:19             | 33:14             | 29:16             | 30:18             | 24:16             | 21:16             | 12:7              | 390:201    | 390:201    | 66 %       |
| Jahresendposition         | 74                | 38                | 30                | 3                 | 21                | 15                | 24                | 16                | 20                | 19                | 17                | 28                | 34                | N/A        | N/A        | N/A        |

Zeichenerklärung: S = Turniersieg; F, HF, VF, AF = Einzug ins Finale / Halbfinale / Viertelfinale / Achtelfinale; 1, 2, 3 = Ausscheiden in der 1. / 2. / 3. Hauptrunde; KF (kleines Finale) = unterlegen im Spiel um Platz drei; RR = Round Robin (Gruppenphase); n. a. = nicht ausgetragen; a. K. = andere Kategorie; PO (Playoff) = Auf- und Abstiegsrunde im Billie Jean King Cup; K1, K2, K3 = Teilnahme in der Kontinentalgruppe I, II, III im Billie Jean King Cup.
Anmerkung: Diese Statistik berücksichtigt alle Ergebnisse im Einzel bei ITF- und WTA-Turnieren. Als Quelle dient die ITF-Seite der Spielerin. Dargestellt sind nur WTA-Turniere der Kategorie Tier I (bis 2008), die WTA-Turniere der Kategorien Premier Mandatory und Premier 5 (2009–2020).

### Mixed
| Turnier         | 2006 | 2007 | 2008 | 2009 | 2010 | 2011 | 2012 | 2013 | 2014 | 2015 | Karriere |
| --------------- | ---- | ---- | ---- | ---- | ---- | ---- | ---- | ---- | ---- | ---- | -------- |
| Australian Open | —    | —    | 1    | —    | —    | —    | —    | —    | HF   | —    | HF       |
| French Open     | AF   | —    | HF   | —    | —    | AF   | —    | —    | 1    | HF   | HF       |
| Wimbledon       | HF   | —    | —    | —    | —    | —    | VF   | VF   | 1    | 2    | HF       |
| US Open         | —    | —    | —    | —    | —    | —    | 1    | —    | —    | —    | 1        |